# Atentat
Atentat (čiji naziv dolazi od latinskog glagola attentare, što znači „pokušati“) u najširem smislu znači protivpravni napad na život, imanje ili čast nekoga. U tom najširem smislu se npr. naglo i neočekivano povećanje poreza naziva „atentatom na životni standard“.
U užem smislu se pod pojmom atentat podrazumijeva fizički napad, odnosno ubistvo ili pokušaj ubistva tačno određene osobe, najčešće one koja ima izuzetnu političku, ekonomsku, kulturnu ili vojnu važnost u nekoj državi, društvu ili svijetu. Takvo ubistvo se po pravilu čini s predumišljajem. Atentatori mogu biti naručeni, odnosno profesionalne ubice, ali i osobe fanatičnih ubeđenja kao i osobe na čije motive utiče duševna bolest.
Primeri u istoriji su brojni i dokumentovano je više slučaja uspelih i neuspelih atentata: na
- Cezara (44. p. n. e.),
- Mehmed-pašu Sokolovića (1579)
- Abrahama Linkolna (1865)
- Mihaila Obrenovića  (1868)
- Aleksandra  (1881)
- kraljicu Elizabetu (1898)
- Aleksandra Obrenovića (1903)
- Franju Ferdinanda (1914)
- Raspućina (1916)
- Lenjina (1918)
- Aleksandra Karađorđevića (1934)
- Hitlera (1939. i 1944)
- Lava Trockog (1940)
- Hajdriha (1942)
- Gandija (1948)
- Anta Pavelića (1959)
- Džona Kenedija (1963)
- Li Harvi Osvalda (1963)
- Martina Lutera Kinga (1968)
- Roberta Kenedija (1968)
- Ronalda Regana (1981)
- Anvara el Sadata (1981)
- Indiru Gandi  (1984)
- Ulofa Palmea (1986)
- Radživa Gandija  (1991)
- Zorana Đinđića (2003)
- Benazir Buto (2007)
- Olivera Ivanovića (2018)
- Šinzo Abe (2022)

Uz pojam atentat se u posljednje vrijeme veže eufemizam ciljano ubistvo ili vansudsko pogubljenje odnosno atentati koje vojne, policijske i obavještajne snage nekih država provode protiv vodećih predstavnika terorističkih i subverzivnih organizacija.

## Literatura
- Grupa autora, 1976. Popularna enciklopedija. BIGZ: Beograd.